# ياكوفليف ياك-54
ياكوفليف ياك-54 (بالإنجليزية: Yakovlev Yak-54)‏ هي طائرة أُنتجت في روسيا. من صناعة ياكوفليف. كان أول طيران لها في 24 ديسمبر 1993.